# Gérard de Nerval
Gérard de Nerval, vlastním jménem Gérard Labrunie (22. května 1808, Paříž – 26. ledna 1855, Paříž), byl francouzský romantický básník, prozaik, dramatik a divadelní kritik.
Velká část jeho díla vznikla v období, kdy se pohyboval na hranici šílenství, kdy u něj došlo k tomu, co nazval „přelitím snu do života skutečného“. Z tohoto stavu čerpá i jeho vrcholná práce Aurélie nebo sbírka sonetů Chiméry, pro kterou je také považován za předchůdce symbolismu. Obdiv si získal u autorů jako byl Baudelaire, či později surrealisté.

## Život

### Dětství a mládí
Narodil se v Paříži, roku 1808. Jeho otec byl vojenským lékařem a krátce po narození syna byl povolán do služeb francouzské armády, aby sloužil v Německu a Rakousku. Jeho manželka se ho rozhodla na vojenské tažení následovat, a tak byl Gérard z rodného města poslán do Mortefontaine a vychován prastrýcem, bratrem své babičky. V malebném valoiském kraji, plném hlubokých lesů a romantických zámků, prožil bezstarostné dětství, což se odrazilo i v jeho díle. Později, obzvlášť po roce 1846, se tam často a rád vracel. V roce 1814 si pro něj otec přijel (matka zemřela už roku 1810) a odvezl si jej do Paříže, kde Gérard začal navštěvovat Lycée Charlemagne. K jeho spolužákům patřil také Théophile Gautier, který se stal jeho celoživotním přítelem.

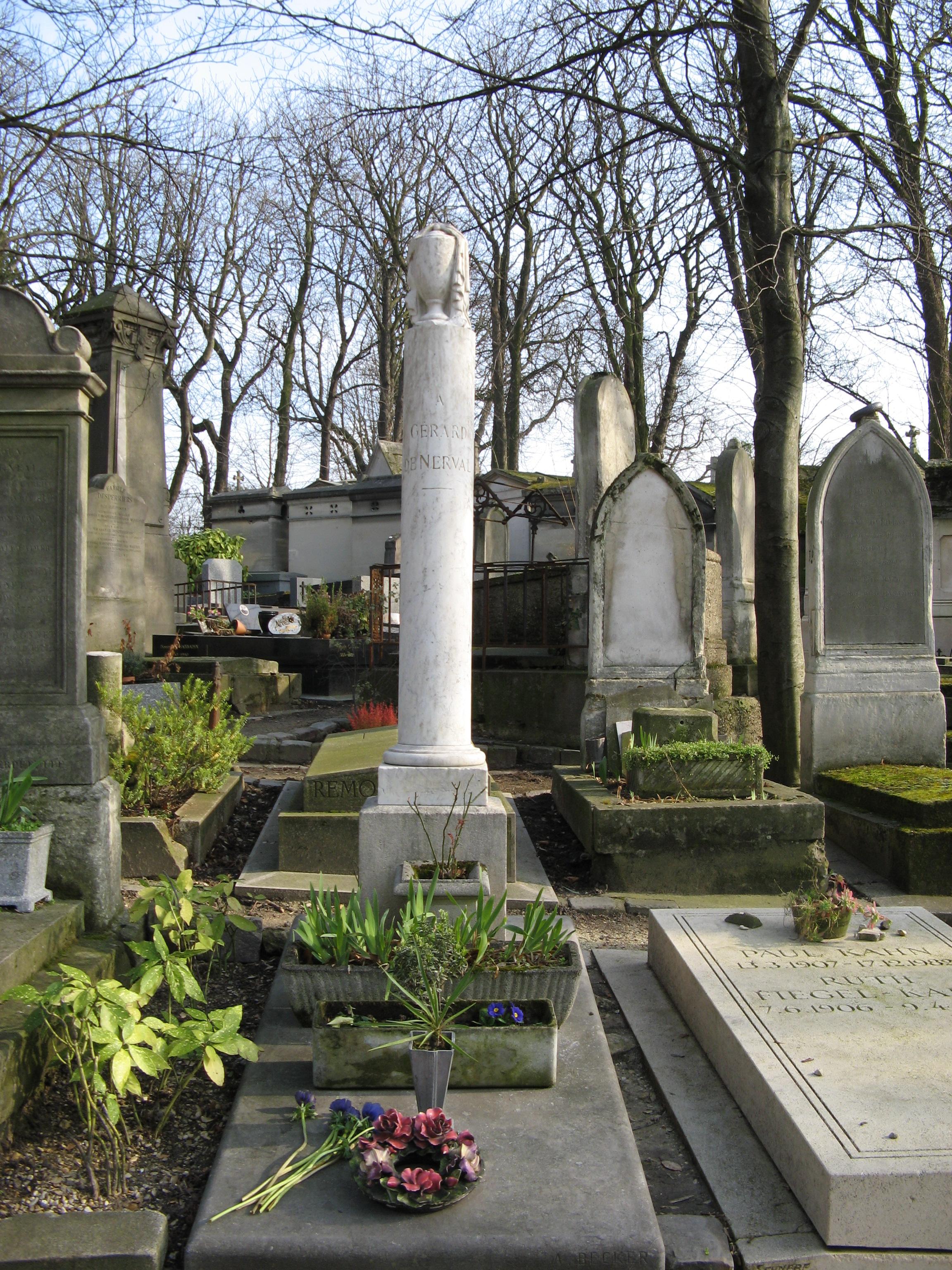
Hrob na pařížském hřbitově Père-Lachaise

Zajímal se o antickou a středověkou literaturu, o Danta, Rabelaise, Ronsarda, také o francouzskou klasiku, mezi jinými Diderota, Rousseaua, Senancoura a Balzaca. Velmi ho zajímaly okultní a esoterické spisy z antiky i novověku, z Orientu i Západu. Spolu s tím se také věnoval cizím jazykům, především němčině, která se mu stala bránou k německé kultuře, tak významné v celém jeho životě. Básně začal psát už ve velmi raném věku, první veřejné uznání mu ale přinesl překlad Goethova Fausta vydaný v roce 1827, který i samotný Goethe ve svém rozhovoru s Eckermannem 3. ledna 1830 ohodnotil slovy chvály, ačkoli verše byly většinou překládány prózou. Části překladu byly v roce 1828 Hectorem Berliozem zhudebněny. Byl přítelem Heinricha Heineho, mimo jeho básní dále překládal Bürgera, Klopstocka, Schillera, Goetha. Ve dvacátých letech se proslavil i tím, že brával na procházku po pařížských ulicích své domácí zvíře, langustu, vedenou na modré stuze. Na zvědavé otázky odpovídal prostě: „Langusta je mnohem lepší než pes. Neštěká, a navíc zná tajemství moře.“
V roce 1828 byl představen Victoru Hugovi, jehož román Han z Islandu (Han d’Islande) zpracoval jako melodrama. 25. února 1830 byl se svými přáteli romantiky přítomen proslulé „Bitvě o Hernaniho“.

### Další působení
Jeho výjimečný zájem o divadlo jistě ještě posílila Jenny Colonová (1808–1842), herečka, do které se zamiloval. Podrobnosti jejich vztahu nejsou úplně jasné. Herečka pravděpodobně jeho lásku neopětovala a k Nervalovi cítila pouze jakousi náklonnost jako k zajímavé osobě. V roce 1838 se Colonová provdala a čtyři roky poté zemřela. Nervalův život ale ovlivnila zásadně. Idealizoval si ji a její obraz pak uctíval až do konce života. V jeho díle byla promítnuta do postavy Aurélie.
V září 1834 podnikl cestu do jižní Francie a do Itálie, po návratu do Paříže se pohyboval v bohémské společnosti umělců. Spolu s Gautierem, Rougierem, Houssayem a Alphonsem Karrem založil luxusní divadelní revui Le Monde dramatique, nákladný projekt, který Nervala bezpečně připravil o zbytek dědictví a přivedl do dluhů. Už o rok později od něj musel upustit. Aby si vydělal na živobytí působil jako novinář, divadelní kritik, v různých časopisech publikoval vlastní literární příspěvky, většinou cestopisy.
V roce 1836 společně s Gautierem podnikl cestu do Belgie, poprvé navštívil Německo. Cestování se pro něj stalo velmi důležitým, obzvláště v pozdější době při svých cestách po Orientu. Nenacházel v něm pouze nová témata pro své časopisecké články, ale hlavně prostředek osobního rozvoje. S Dumasem odjel do Mannheimu a Heidelbergu. Z jejich vzájemné spolupráce vzešlo několik divadelních her, uvedených bez většího úspěchu.

### Pod vlivem nemoci
Na začátku roku 1841 došlo k jeho prvnímu psychickému zhroucení a následnému pobytu v sanatoriu; diagnóza zněla teomanie nebo démonomanie. Během léčení, které trvalo do listopadu, poprvé začal pracovat na své Aurélii. Aby unikl ze zoufalé situace, podnikl na přelomu let 1842 a 1843 s egyptologem Théodorem de Fonfrède cestu do Orientu: přes Maltu, Sýros, Alexandrii do Káhiry, v dubnu dále do Beirutu, poté přes Rhodos a İzmir do Istanbulu. 5. prosince 1843 se vrátil zpět do Marseille.
Rokem 1844 začalo nové období jeho tvorby. Na živobytí si vydělával časopiseckým vydáváním cestopisných textů, vedle toho psal dále divadelní kritiky. I v dalších letech hodně cestoval (Holandsko, Belgie, Londýn).
V dubnu 1849 se u něj znovu začaly obnovovat příznaky schizofrenie a už ho neopustily. Na počátku roku 1851, od února do března a poté od dubna do června, byl ošetřován v městském ústavu Dubois. Tyto krize se na něm projevily podivuhodným nárůstem nápaditosti a tvůrčí síly. Už se dál nevěnoval novinářské práci, ale spíše se soustředil na knižní vydávání svých děl. V lednu 1854 vyšly Dcery ohně (Les Filles du feu), jedna z jeho nejvýznamnějších prací.
Od konce srpna 1853 do května 1854 byl ošetřován v ústavu v Passy, poté podnikl poslední cestu do Německa. Po návratu se do ústavu vrátil, ale na své přání a proti vůli lékaře byl propuštěn. V nuzném stavu, prakticky bez prostředků se toulal ulicemi Paříže. 26. ledna 1855 byl v časných ranních hodinách nalezen oběšený na klášterní mříži v rue de la Vieille-Lanterne. Je pochován v 46. oddělení hřbitova Père Lachaise.

## Dílo
- Voyage en Orient (1851), rozsáhlá práce čerpající ze zážitků z cest po Orientu
- La Bohème galante (1852)
- Lorely: Souvenirs d'Allemagne (1852)
- Les Illuminés (1852)
- Sylvie (1853)
- La Bohème galante (1855), dojmy z noční Paříže
- Petits Châteaux de Bohème (1853)
- Les Filles du feu (1854), sbírka sedmi kratších próz: Angélique,  Sylvie, Jemmy, Octavie, Isis, Corilla a Emilie, zakončena cyklem dvanácti sonetů Chiméry (Les Chimères)
- Promenades et souvenirs (1854)
- Aurélie (1855), novela, v níž autor líčí své dojmy z dob ovlivněných nemocí; první část byla uveřejněna 1. ledna v Revue de Paris, nedokončené pokračování 15. února 1855, brzy po jeho smrti

Dále je Nerval autorem několika dramat a celé řady dalších, méně významných, básnických i prozaických prací. Z nich byl v poslední době do češtiny přeložen také historický román Markýz de Fayolle (Le marquis de Fayolle).
Mimo to jeho odkaz tvoří více než 350 časopiseckých kritik na soudobá divadelní představení, které jsou hodnotným dokladem Nervalových divadelně teoretických kvalit.

### České rozhlasové adaptace
- Příběh chalífy al-Hákima (Histoire du calife Hakem - Voyage en Orient) v roce 1996 zpracováno v Českém rozhlasu jako třídílná četba na pokračování. Překlad: Kateřina Vinšová, četl: Zdeněk Maryška, režie: Markéta Jahodová.[3]
- Sylvie, zpracováno v Českém rozhlasu v roce 2020 jako čtyřdílná četba na pokračování. Překlad Jaroslav Zaorálek, rozhlasová úprava: Petr Turek, četl Petr Kubes, režii měl Petr Mančal.[4]
- Pandora a Oktávie, zpracováno v Českém rozhlasu v roce 2024 jako dvoudílná četba na pokračování. Překlad: Jiří Pelán, rozhlasová úprava: Dominik Mačas, v řežii Izabely Schenkové četl Miloslav König, premiéra: 18. května 2024.[5]